# Bunaken

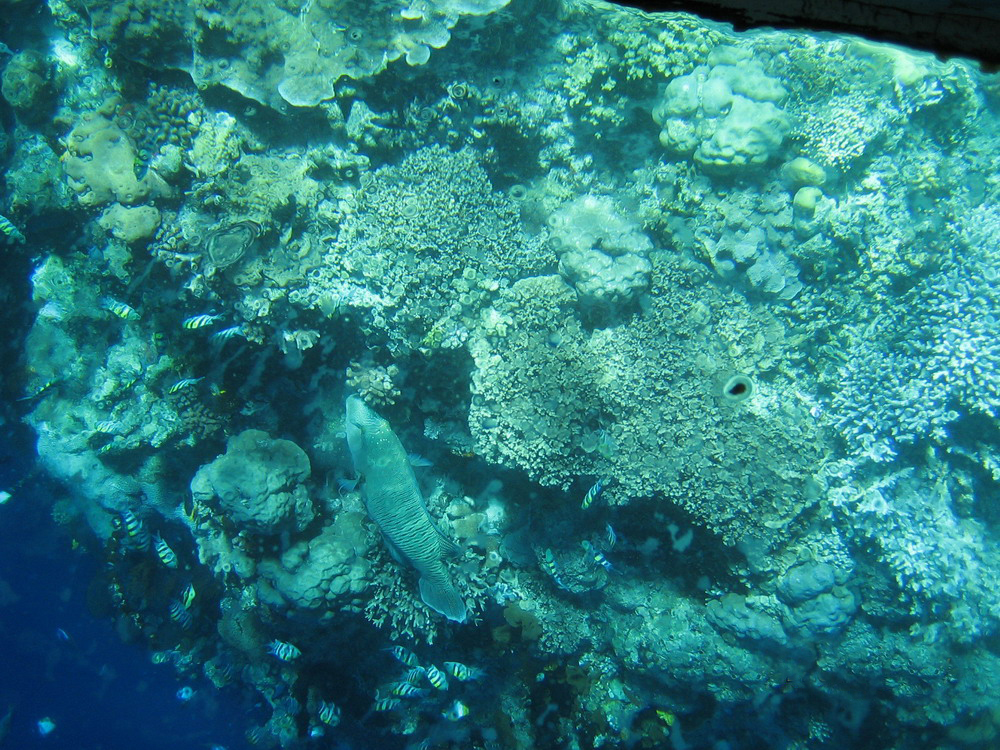
Công viên hải dương Bunaken

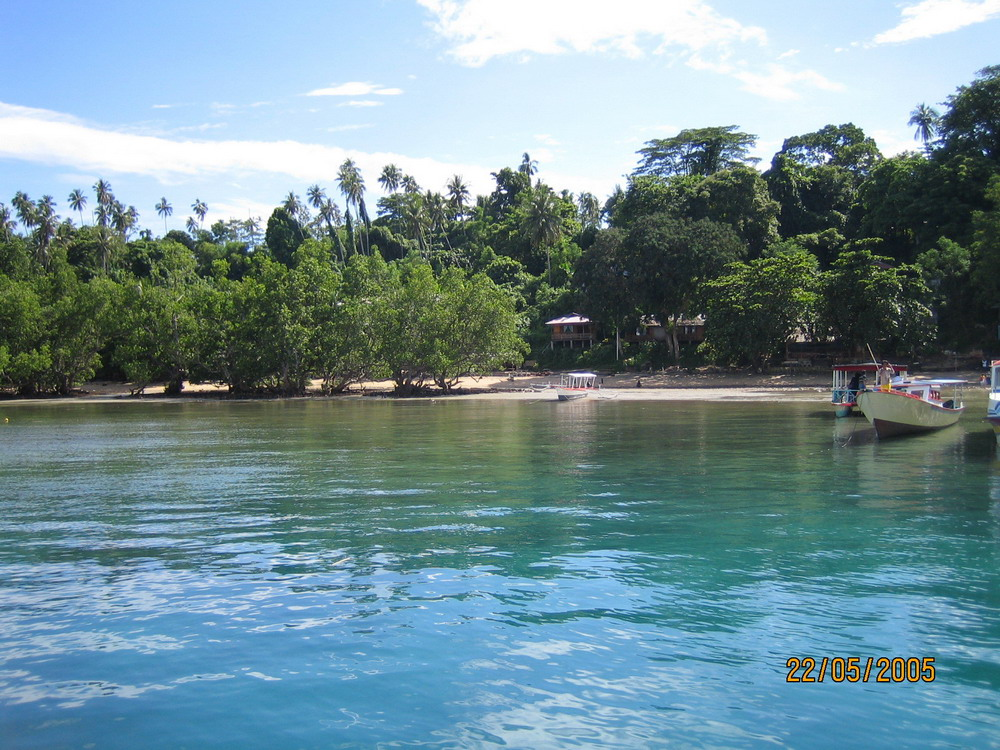
Một góc nhìn khác về Bunaken

Bunaken là một hòn đảo rộng 8 km², là một phần của Công viên Hải dương Quốc gia Bunaken. Bunaken là một hòn đảo nhỏ nằm ngay bờ biển phía Bắc Sulawesi, gần thành phố Manado, Indonesia. Bunaken là một trong những điểm bơi lặn nổi tiếng nhất của Indonesia. Du lịch lặn biển thu hút nhiều du khách đến đảo.
Vườn quốc gia Bunaken trải rộng trên diện tích 890,65 km² trong đó chỉ có 3% là đất liền, bao gồm Đảo Bunaken, cũng như các đảo Manado Tua, Mantehage, Nain và Siladen.
Công viên Hải dương Quốc gia Bunaken Lưu trữ 2017-02-20 tại Wayback Machine với mực nước có độ sâu tới 1,566 m ở Vịnh Manado, với nhiệt độ dao động từ 27 đến 29 °C. Có khoảng 20 điểm lặn với các loài san hô, cá, cá mập, trai, rùa biển, cá mú, barracudas cá nhồng. Đáng chú ý, 7 trong số 8 loài trai khổng lồ tồn tại trên thế giới xuất hiện ở Bunaken. Nơi đây được ghi nhận có số lượng san hô nhiều hơn 7 lần ở Hawaii,  và có hơn 70% các loài cá sống ở miền Tây Thái Bình Dương.
Một trong những lý giải cho sự đa dạng sinh học cao ở Công viên Hải dương Quốc gia Bunaken là dòng chảy của Đại dương. Dòng chảy từ phía đông bắc thường chảy qua khu vực công viên. Chu kỳ mặt trăng dẫn đến sự phong phú các chủng loại ấu trùng trong dòng chảy. Điều này đặc biệt đúng ở phía nam của đảo Bunaken hình lưỡi liềm, nằm ở trung tâm của công viên. Một snorkeler- một người lặn theo hình thức du lịch ngắm cảnh dưới đại dương hoặc thợ lặn trong vùng lân cận Lekuan hoặc Fukui có thể phát hiện hơn 33 loài cá bướm và nhiều loại cá mú, cá thia,  bàng chài và cá bống. Cá bống, cá nhỏ với đôi mắt lồi và vây tiến hóa phù hợp cho việc bám vào bề mặt cứng, là nhóm cá đa dạng nhất nhưng ít được biết đến nhất trong công viên.